# Stenocryptis punctata
Stenocryptis punctata är en fjärilsart som beskrevs av W. Warren 1913. Stenocryptis punctata ingår i släktet Stenocryptis och familjen nattflyn. Inga underarter finns listade i Catalogue of Life.